# ریزموش‌ها
موشان کیسه‌دار پاکوچک یا ریزموش‌ها (به انگلیسی: Dunnart) کیسه‌دارانی ریزجثه با پاهای ظریف و کوچک هستند که اندازه‌ای برابر با یک موش دارند و عضو سرده ریزموش‌ها هستند. این جانوران به گونه عمده حشره‌خوار هستند.
کروموزوم Y یک موش کیسه‌دار پاکوچک دارای تنها ۴ ژن است. از این دیدگاه، این جانوران کمترین تعداد ژن کروموزوم Y را در میان پستانداران دارند.

## رده‌بندی
۲۱ گونه موش کیسه‌دار پاکوچک وجود دارد که بیشتر در استرالیا و تعدادی نیز در گینه نو زندگی می‌کنند:
- سرده ریزموش‌ها
  - گروه گونه‌های S. crassicaudata
    - ریزموش فربه‌دم، Sminthopsis crassicaudata

  - گروه گونه‌های S. macroura
    - ریزموش کاکادو، Sminthopsis bindi
    - ریزموش بوتلر، Sminthopsis butleri
    - ریزموش جولیا کریک، Sminthopsis douglasi
    - ریزموش صورت‌راه‌راه، Sminthopsis macroura
    - ریزموش گونه‌سرخ، Sminthopsis virginiae

  - گروه گونه‌های S. granulipes
    - ریزموش دم‌سفید، Sminthopsis granulipes

  - گروه گونه‌های S. griseoventer
    - ریزموش جزیره کانگورو، Sminthopsis aitkeni
    - ریزموش جزیره بولانژه، Sminthopsis boullangerensis
    - ریزموش شکم‌خاکستری، Sminthopsis griseoventer

  - گروه گونه‌های S. longicaudata
    - ریزموش دم‌دراز، Sminthopsis longicaudata

  - گروه گونه‌های S. murina
    - ریزموش بلوطی، Sminthopsis archeri
    - ریزموش دم‌دراز کوچک، Sminthopsis dolichura
    - ریزموش دودی، Sminthopsis fulginosus
    - ریزموش گیلبرت، Sminthopsis gilberti
    - ریزموش صورت‌سفید، Sminthopsis leucopus
    - ریزموش دم‌لاغر، Sminthopsis murina

  - گروه گونه‌های S. psammophila
    - ریزموش پاپشمالو، Sminthopsis hirtipes
    - ریزموش اولدئا، Sminthopsis ooldea
    - ریزموش سندهیل، Sminthopsis psammophila
    - ریزموش پاپشمالوی کوچک، Sminthopsis youngsoni